# Antagonista do receptor de leucotrieno

Formula Esqueletica do pranlukast. Criada usando ACD/ChemSketch 12.0 e Inkscape.

Um antagonista do receptor de leucotrieno é um fármaco que inibe os leucotrienos, que são compostos produzidos pelo sistema imunitário que provocam constrição das vias respiratórias e a inflamação na asma e na bronquite.